# 华午晴
华午晴（1879年—1939年），天津市南开中学的第一届学生，曾为南开学校会计课主任兼建筑课主任，主管南开学校财务和基本建设。重庆南开中学建成后，张伯苓校长为纪念华午晴参与建设南开学校，决定将重庆南开中学的大礼堂命名为“午晴堂”。与伉乃如、孟琴襄、喻传鉴并称“南开四大金刚”。